# Station Staszów LHS
Station Staszów LHS is een spoorwegstation in de Poolse plaats Staszów.